# جوليا فيش
جوليا فيش (بالإنجليزية: Julia Fish)‏ هي رسامة أمريكية، ولدت في 1950 في توليدو في الولايات المتحدة.